# Stenasellus galhanoae
Stenasellus galhanoae is een pissebed uit de familie Stenasellidae. De wetenschappelijke naam van de soort is voor het eerst geldig gepubliceerd in 1962 door Braga.